# Кантемир, Дмитрий Константинович (узник)
Дми́трий Константинович Кантеми́р  (молд. Dimitrie Cantemir; 1749 — 17 [29] мая 1820, Замок Тоомпеа, Харьюмаа) — молдавский и российский военный деятель, князь. Внук господаря Молдавского княжества Антиоха Константиновича Кантемира и сын генерал-поручика Константина Антиоховича Кантемира и Софьи Богдановны Пассек.
Полковник, участник Русско-турецкой войны 1768—1774 годов (в 1771 году награждён орденом Св. Георгия 4-й степени) и Русско-турецкой войны 1787—1791 годов.
В конце жизни страдал психическим расстройством, был заключён в Ревельскую крепость на вечное пребывание, где, просидев 17 лет, скончался. В крепости князю была отведена отдельная квартира, в которой он проживал с штатом крепостных служителей.
По одним данным, он помешался на том, что он правитель Молдавии и Валахии. До самой смерти он сохранял надежду, что царское правительство посадит его на престол Молдавии. По другой версии, он был заключен за жестокое отношение с крепостными крестьянами, за убийство дворового человека. По мнению писателя-историка Г. П. Шторма, «истинная причина, побудившая Сенат столь сурово наказать зверя-помещика, заключалась в его огромных имениях, которые государству было выгодно взять в опеку, тем более что князь Кантемир временами вёл себя как душевно больной».
С его смертью в возрасте семидесяти одного года 1820 году пресекся род князей Кантемиров, его сестра Мария вышла замуж за румынского боярина Пантелея Кампиниану, и их потомки стали носить двойную фамилию Кампиниану-Кантемир, но не унаследовали княжеского титула.
Его богатое наследство разделили родственники матери Василий Васильевич Пассек и Анастасия Фёдоровна Шаховская (урожденная Пассек).
Похоронен рядом с отцом в фамильном мавзолее Рогани, построенном графиней А. Р. Чернышевой, вдовой генерал-фельдмаршала Захара Григорьевича Чернышева и двоюродной сестрой Дмитрия Константиновича Кантемира по матери.